# Tom Tom Club
Tom Tom Club je americká rocková skupina, kterou v roce 1981 založili Tina Weymouth a její manžel Chris Frantz, oba byli rovněž členové skupiny Talking Heads. Ve skupině hrál například i Adrian Belew, člen skupiny King Crimson.

## Diskografie

### Studiová alba
- Tom Tom Club (1981)
- Close to the Bone (1983)
- Boom Boom Chi Boom Boom (1988)
- Dark Sneak Love Action (1992)
- The Good, the Bad, and the Funky (2000)
- Downtown Rockers (2012)